# Løve (dokumentarfilm)
|  | Denne artikel er oprettet af botten Steenthbot ud fra en ekstern database. Den kan derfor have sproglige fejl eller mangler. Denne skabelon kan fjernes efter kontrol af indholdet. |

 For alternative betydninger, se Løve (flertydig). (Se også artikler, som begynder med Løve)
Løve er en dansk dokumentarfilm fra 1967.

## Handling
Optagelser af løven i dens naturlige miljø.